# A New Morning
Pour les articles homonymes, voir New Morning.
Albums de Suede
Head Music
(1999) Bloodsports
(2013)
A New Morning est le cinquième album du groupe anglais Suede, sorti le 30 septembre 2002 chez Columbia Records. Au moment de sa sortie, l'intérêt du public pour Suede a faibli : l'album et ses singles n'atteignent plus les sommets des charts anglais. Cependant, A New Morning reçoit un accueil critique modéré, tandis que certains fans en apprécient le son plus chaud et plus simple, aux antipodes du précédent opus Head Music. Toutes les chansons sont produites par Stephen Street, à l'exception de Positivity (produite par John Leckie) et You Belong to Me (produite par Dave Eringa).

## Liste des titres
1. Positivity - 2:56
2. Obsessions - 4:11
3. Lonely Girls - 3:13
4. Lost in TV - 3:40
5. Beautiful Loser - 3:38
6. Streetlife - 2:51
7. Astrogirl - 4:35
8. Untitled… Morning - 6:01
9. One Hit to the Body - 3:07
10. When the Rain Falls - 4:48
11. You Belong to Me / Oceans (piste cachée, commence vers 13:30) - 17:29

## Singles
« # » indique la plus haute position dans le UK Singles Chart
- Positivity (16 septembre 2002) #16
- Obsessions (18 novembre 2002) #29